# Andrea Mager
Andrea Mager, poprzednio Bártfai-Mager (ur. 24 maja 1966) – węgierska bankowiec i ekonomistka, od 2018 do 2022 minister bez teki w czwartym rządzie Viktora Orbána.

## Życiorys
W latach 1985–1986 studiowała w Moskiewskim Państwowym Instytucie Stosunków Międzynarodowych. Ukończyła ekonomię i stosunki międzynarodowe na Uniwersytecie Korwina w Budapeszcie, a także studia z zarządzania finansami i bankowości. Pracowała na stanowiskach kierowniczych w banku Postabank, kierowała radą nadzorczą funduszu emerytalnego, a od 2001 do 2007 była zatrudniona w Narodowym Banku Węgier (m.in. jako szef departamentu stabilności finansowej). W latach 2007–2010 zasiadała w radzie do spraw konkurencji, później do 2011 była dyrektorem wykonawczym w Magyar Közlöny Lap- és Könyvkiadó. Od marca 2011 do czerwca 2016 należała do rady pieniężnej przy Narodowym Banku Węgier. Została następnie rządowym pełnomocnikiem do spraw pocztowych i krajowych usług finansowych.
Według doniesień medialnych miała zostać ministrem rozwoju w czwartym rządzie Viktora Orbána. Ostatecznie w maju 2018 w gabinecie tym objęła stanowisko ministra bez teki odpowiedzialnego za zarządzanie majątkiem narodowym. Funkcję tę pełniła do maja 2022.
Była dwukrotnie zamężna; jej drugim mężem był Béla Bártfai, urzędnik państwowy i prawnik. Posługuje się językami węgierskim, angielskim, rosyjskim i włoskim.